# Lieutenant de vaisseau Lavallée
Le Lieutenant de vaisseau Lavallée est un aviso de type A69 classe d'Estienne d'Orves de la Marine nationale française. (son indicatif visuel est F790). Sa ville marraine est Saint-Nazaire. Le navire est désarmé en 2018.
Son nom rend hommage au résistant fusillé en déportation en 1944.

## Missions
Les missions du bâtiment sont multiples : soutien de la Force océanique stratégique, contrôle et défense des approches maritimes (en particulier dans le domaine de la lutte anti-sous-marine par petit fond), présence maritime française dans le monde, lutte contre la piraterie et les trafics illicites, missions de service public (sauvetage de vies humaines, surveillance de la ZEE française, contrôle de la navigation commerciale). Il est régulièrement intégré dans les forces militaires de l’OTAN pour des missions ponctuelles.

## Actualités
- Le 7 mars 1984, l'aviso intercepte deux chalutiers espagnols pêchant illégalement dans la zone économique exclusive. Après une série de coups de semonce de 20 mm, il tire un projectile inerte de calibre 100 mm[2] au but pour les arraisonner. Huit pêcheurs sont blessés dont deux grièvement[3].
- En 2011, le LV Lavallée a participé à l'Opération Harmattan. Durant ce déploiement, il aura tiré de nombreux obus contre terre et participé à la destruction de nombreux véhicules militaires. La journée du 11 septembre aura été marquée par des tirs de contre batterie venant de la terre. Ces tirs encadrants sont tombés à proximité du bâtiment, à une distance comprise entre 50 et 200 m. À ce titre, le bâtiment reçoit la croix de valeur militaire[4].
- Au 13 novembre 2013, le navire se trouvait en opération de surveillance maritime aux approches de Brest[5] en compagnie du navire de services Malabar et du chasseur de mines Céphée.

- À partir de la fin 2014, il participe à la Mission Corymbe, un dispositif naval visant à assurer la présence permanente d'un bâtiment dans le Golfe de Guinée et au large des côtes d'Afrique de l'Ouest[6],[7].
- C'est sur le navire qu'a lieu le 8 décembre 2017 la reprise des échanges diplomatiques officiels entre l'ambassadeur de France à Dakar, Christophe Bigot, et le nouveau gouverneur[réf. souhaitée] gambien, à la suite de la chute de l'ex-dictateur Yahya Jammeh en janvier 2017 qui avait entraîné la réouverture de l'antenne diplomatique française en novembre de la même année[6].
- Après 38 années de service, le bâtiment est retiré du service actif le 2 juillet 2018[8]. D'abord désarmé à Brest où il est préparé à son démantèlement, il est déplacé fin mai 2019 au cimetière des navires de Landévennec dans l'attente d'un transfert vers un lieu de déconstruction.

## Fanion
Le 10 décembre 2011, son fanion est décoré de la croix de la valeur militaire avec une palme au titre de l'Opération Harmattan en Libye.